# Hachenburg
Hachenburg là một thị xã ở huyện Westerwald bang Rhineland-Palatinate, Đức. Đô thị Hachenburg có diện tích 21,43 km².
Đô thị này nằm giữa Westerwald giữa Koblenz và Siegen, khoảng 10 km về phía tây Bad Marienberg bên sông Nister.